# Sonate pour violon et piano no 7 de Beethoven
Pour les articles homonymes, voir Sonate pour violon et piano.
La Sonate pour violon no 7 en do mineur, opus 30 no 2, de Ludwig van Beethoven, est une sonate pour violon et piano composée entre 1801 et 1802. Publiée en mai 1803, elle fut dédiée avec les nos 6 et 8 à l'empereur Alexandre Ier de Russie.
Sa composition suivit de peu celle de la Sonate « Clair de lune » et fut contemporaine de celle de la Deuxième Symphonie et du Troisième Concerto pour piano.
Elle comporte quatre mouvements :
1. Allegro con brio (en do mineur, à )
2. Adagio cantabile (en la bémol majeur, à )
3. Scherzo. Allegro (en do majeur, à 
)
4. Allegro (en do mineur, à )

Durée de l'interprétation : environ 29 minutes
Introduction de l'Allegro con brio :